# NGC 3994
NGC 3994 is een spiraalvormig sterrenstelsel in het sterrenbeeld Grote Beer. Het hemelobject werd op 6 april 1864 ontdekt door de Duits-Deense astronoom Heinrich Louis d'Arrest.

## Burnham 918
Vanaf de aarde gezien bevinden de stelsels NGC 3994, NGC 3991, en NGC 3995 zich schijnbaar zeer dichtbij de dubbelster Burnham 918 (β 918, HD 103928). Amateurastronomen kunnen deze dubbelster aanwenden als gidsobject om, met behulp van telescopen, op zoek te gaan naar de groep van drie sterrenstelsels.

## Synoniemen
- UGC 6936
- KCPG 311B
- MCG 6-26-59
- ARAK 337
- ZWG 186.74
- VV 249
- KUG 1155+325A
- Arp 313
- PGC 37616